# ساکاری تومیویا
ساکاری تومیویا (انگلیسی: Sakari Tuomioja؛ ۲۹ اوت ۱۹۱۱ – ۹ سپتامبر ۱۹۶۴) یک سیاست‌مدار اهل فنلاند بود.